# Kunnamkulam
Kunnamkulam là một thành phố và khu đô thị của quận Thrissur thuộc bang Kerala, Ấn Độ.

## Địa lý
Kunnamkulam có vị trí 10°39′B 76°05′Đ / 10,65°B 76,08°Đ Nó có độ cao trung bình là 57 mét (187 feet).

## Nhân khẩu
Theo điều tra dân số năm 2001 của Ấn Độ, Kunnamkulam có dân số 51.585 người. Phái nam chiếm 47% tổng số dân và phái nữ chiếm 53%. Kunnamkulam có tỷ lệ 85% biết đọc biết viết, cao hơn tỷ lệ trung bình toàn quốc là 59,5%: tỷ lệ cho phái nam là 86%, và tỷ lệ cho phái nữ là 83%. Tại Kunnamkulam, 10% dân số nhỏ hơn 6 tuổi.